# Dadao

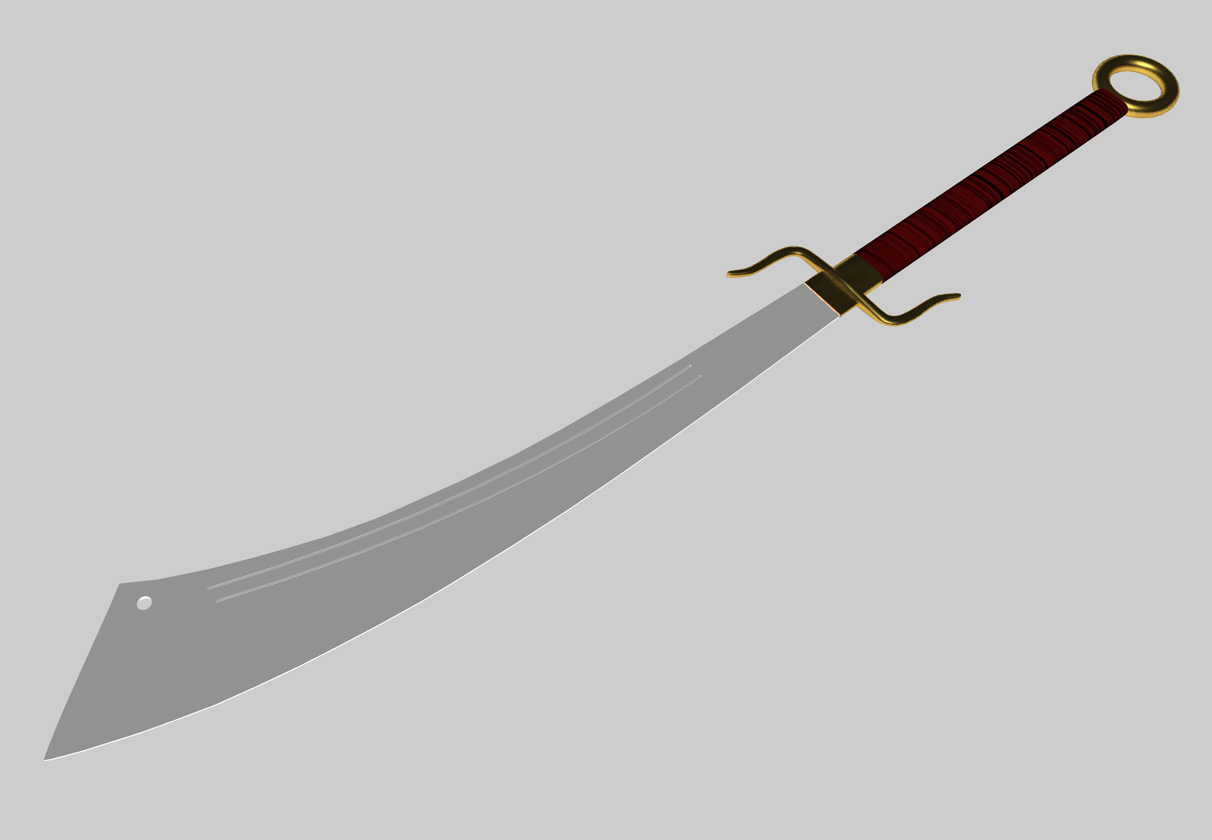
Imagen estilizada de un dadao.

El dadao (del chino: 大刀, literalmente "cuchilla grande") es una de las variedades de dao o sable chino, también se conoce como la gran espada china. Basados en cuchillos agrícolas, los dadaos tienen hoja grande por lo general entre 60,96 y 91,44 centímetros de largo, el largo de la empuñadura está destinada a "mano y media" o a las dos manos, y en general necesitan un equilibrio de peso hacia adelante. Algunos fueron hechos para uso militar, pero fueron más comúnmente asociados con las milicias civiles o revolucionarias. Aunque no es una espada particularmente sofisticada, el peso y el equilibrio del dadao le dio una considerable reducción radical y poder de corte, por lo que es una eficaz arma de combate para las tropas sin entrenamiento; se usó en este papel tan tardío como en la década de 1930 en la segunda guerra sino-japonesa. Durante la Operación Nekka el reclamo chino de que siempre había una oportunidad para un compromiso firme, el dadao fue tan letal que podría cortar las cabezas de los soldados japoneses con facilidad. Una canción de marcha militar fue compuesta para convertirse en el grito de manifestación de las tropas chinas a través de la segunda guerra sino-japonesa para glorificar el uso del dadao durante la batalla contra los invasores.
En su origen, diseño y uso, el dadao es ampliamente comparable a la "Großes Messer" europea y el bracamante.
Las series de televisión sobre el dadao fueron filmadas y proyectadas en China.